# Мала Перещепинська
Мала́ Переще́пинська — проміжна залізнична станція 4 класу Південної залізниці, розташована у селі Пристанційне Новосанжарського району Полтавської області на шляху Полтава-Південна (24 км) — Кременчук (95 км) між найближчими залізничними станціями Писарівська на північ і Собківка на південь.

## Історія
Станцію споруджено 1869 року при прокладанні Харківсько-Миколаївської залізниці за 3 км від села Мала Перещепина. На станції були збудовані хлібні склади, магазин. За кількістю доставлених зернових вантажів на той час станція Мала Перещепинська поступалася хіба що перед Полтавою.
Існую кілька версій походження назви. Ймовірно вона походить від прізвища засновника села Мала Перещепина козака Прищепи. Але за словником Даля В. І. «перещепина» означає «перетинка». Тому можна припустити, що назви села і станції пов'язана з особливістю місцевості, де вона розташована. В давнину на території села було багато боліт і озер, а в південно-західній частині — велике болото, що перетинало шлях. Село могли також заснувати вихідці з Перещепиного (нині Дніпропетровська область). Офіційно назва села «Мала Перещепина» утвердилася після створення волості під цією назвою 1846 року.
За даними 1902 року відвантаження зі станції становило 1300 тис. пудів й майже повністю (1200 тис. пудів) складалося з пшениці.
На станції зупиняється лише декілька швидких поїздів, якими можна потрапити в Харків та в південному напрямку. Інші проходять без зупинки. Приміське сполучення здійснюється до Полтави-Південної, Кременчука, Кобеляк. З 22.09.2018 р. вводиться приміський поїзд до ст. Золотнішино (місто Комсомольськ, тепер Горішні Плавні);